# Czepek (położnictwo)

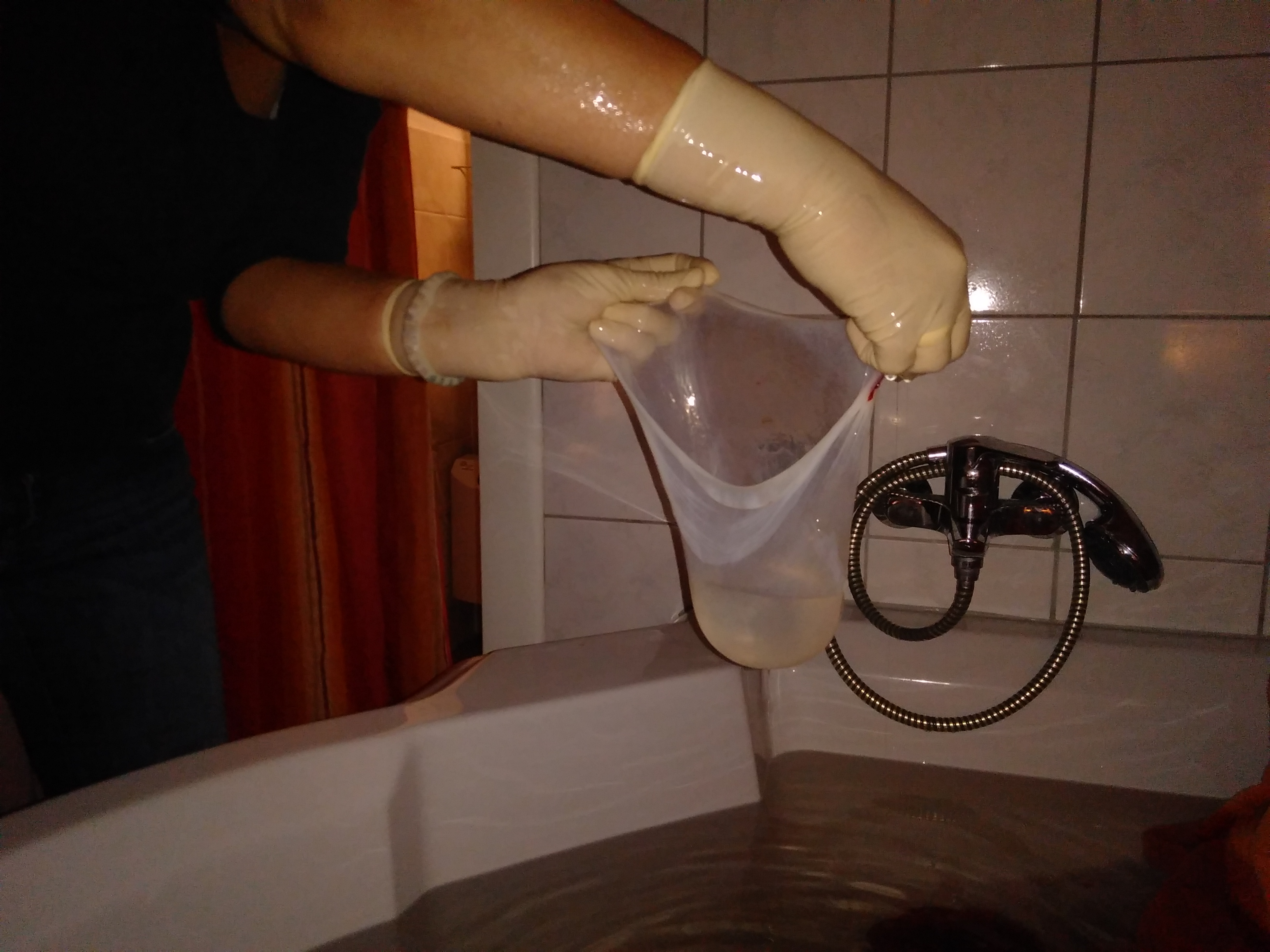
Czepek - część błon płodowych człowieka

Czepek – część błon płodowych, która pokrywa głowę i twarz noworodka po porodzie. Poród z błonami jest rzadko spotykany. Czepek nie zagraża dziecku i bezproblemowo jest natychmiast usuwany przez położną lub lekarza zaraz po porodzie.
Występuje również poród z zachowanymi błonami płodowymi i nie powinien być on mylony z porodem z częścią błon płodowych (czepek). Poród w błonach ma miejsce kiedy płód rodzi się w worku owodniowym, który jest zupełnie nienaruszony lub częściowo został uszkodzony.

## Typy
Dziecko urodzone z czepkiem ma część błon płodowych na głowie. Wyróżnia się dwa typy czepków i cztery drogi, które prowadzą do powstania czepka.
Najczęściej spotykany jest cienki, jest to przezroczysta wewnętrzna część worka owodniowego, która pęka i ciasno formuje się na główce płodu podczas porodu. Ten typ zazwyczaj znajduje się na główce i twarzy ale bywają rzadsze przypadki, kiedy czepek znajduje się na głowie i częściowo obejmuje także tors dziecka.

## Usunięcie czepka
Czepek nie stwarza zagrożenia dla dziecka i jest natychmiast usuwany przez położną lub lekarza zaraz po porodzie. Jeśli czepek tworzy cienka błona to może on łatwo zostać ześlizgnięty ze skóry dziecka. Usunięcie grubszej warstwy błony jest bardziej skomplikowane. Osoba usuwająca tego typu czepek powinna wykonać niewielkie nacięcie na błonie wzdłuż nosa dziecka aby mogło ono oddychać. Następnie ostrożnie zdejmuje się błony, które zostały zahaczone na uszach. Na koniec można delikatnie zdjąć resztę błon albo delikatnie pocierać błony kawałkiem papieru i dopiero wtedy je usunąć. Zbyt szybkie usunięcie błony może skutkować pojawieniem się ran na skórze dziecka w miejscach, gdzie błony były przyczepione.

## Epidemiologia
Poród z błonami jest rzadko spotykany. Występuje w 1 na 80 000 porodów. Statystyka ta bierze pod uwagę porody z częścią błon, które są częściej spotykane i porody z zachowanymi błonami płodowymi, które są o wiele rzadsze. Większość porodów z zachowanymi błonami płodowymi jest przedwczesna.

## Obecność w kulturze
Według Aeliusa Lampridiusa, ówczesny władca Diadumenian był tak nazwany ze względu na to, że urodził się z koroną, którą stworzył zrolowany czepek.
W czasach średniowiecznych urodzenie dziecka z czepkiem było uważane za dobry znak. Takie dzieci uważano za stworzone do wielkich czynów. Ważną tradycją było zbieranie czepka na papier. Polegała ona na tym, że położna pocierała kawałkiem papieru po głowie i twarzy dziecka zbierając w ten sposób błony na papier. We wczesnych czasach nowożytnych w Europie porody z czepkiem łączono ze zdolnością do zwalczania zła, w szczególności wiedźm i  czarownic.
W folklorze przyjęło się, że dzieci urodzone z czepkiem są chronione przed śmiercią przez utonięcie. Natomiast osoba, która takie dziecko urodziła będzie się cieszyć dużym szczęściem. Z tego powodu osoby urodzone w ten sposób były wysoko cenione przez marynarzy a sam czepek uważany był za wartościowy talizman. W średniowieczu kobiety często sprzedawały czepek marynarzom za dużą kwotę.
W języku polskim funkcjonuje powiedzenie "w czepku urodzony" co oznacza osobę, która ma dużo szczęścia.
W wielu kulturach poród w czepku był uważany za dobry znak. Jednakże w kulturze rumuńskiej wierzyło się, że dzieci urodzone w ten sposób po swojej śmierci stają się wampirami.